# Stamnodes pauperaria
Stamnodes pauperaria là một loài bướm đêm trong họ Geometridae.